# Саидкент
Саидкент (лезг. Сийидхуьр) — село в Сулейман-Стальском районе Дагестана. Входит в состав сельского поселения сельсовет Касумкентский.

## География
Расположено в 3 км к северо-западу от райцентра села Касумкент, на правом берегу реки Чирагчай.

## Население
| 1895  | 1926 | 1939 | 1970 | 1989 | 2002  | 2010  |
| ----- | ---- | ---- | ---- | ---- | ----- | ----- |
| 281   | ↗315 | ↗360 | ↗522 | ↗570 | ↗1054 | ↘1007 |
| 2021  |      |      |      |      |       |       |
| ↗1115 |      |      |      |      |       |       |